# Agonopterix kaekeritziana
Agonopterix kaekeritziana — вид метеликів родини плоских молей (Depressariidae).

## Поширення
Вид поширений на більшій частині Європи (крім південної частини Балканського півострова та Португалії), на Близькому Сході, в Середній та Північній Азії.

## Опис
Розмах крил становить 19-23 мм. Передні крила білувато-вохристі з вохристими плямами та з кількома чорнуватими лусочками. Задні крила вохристо-сірі, ззаду сірі. Личинка темно-коричнева з чорною головою.

## Спосіб життя
Імаго літають з липня по вересень. Личинки живляться листям різних видів волошки (Centaurea).